# Pluvier de Forbes
Charadrius forbesi
Espèce
Statut de conservation UICN

 LC  : Préoccupation mineure
Le Pluvier de Forbes (Charadrius forbesi) est une petite espèce de limicole appartenant à la famille des Charadriidae.

## Nomenclature
Son nom commémore le zoologiste britannique William Alexander Forbes (1855-1883).

## Description
Il mesure environ 20 cm de longueur. Il a de longues ailes et une longue queue et est donc assez différent de la plupart des autres petits pluviers en vol, à l'exception du Pluvier à triple collier qui le remplace en Afrique orientale et australe et à Madagascar.
Il a, en période de reproduction, le dessus brun moyen et le ventre blanc sauf les deux bandes noires sur la poitrine, séparées par un bandeau blanc. La tête est frappante par ses motifs, avec une couronne noire, un sourcil blanc qui s'étend du front brun à l'arrière du cou et une face grise devenant brune sur le cou. Le lore et la base du bec noir sont rouges.
Chez les adultes non reproducteurs, les bandes de la poitrine peuvent être marron foncé et le sourcil teinté. Les juvéniles ressemblent aux adultes non reproducteurs mais sont plus ternes.
Cette espèce est plus grande et plus sombre que le Pluvier à triple collier qui arbore aussi un front blanc.

## Comportement
Il vit souvent seul mais peut former de petits groupes.

## Alimentation
Il chasse à vue les insectes, les vers et autres invertébrés.

## Voix
Il a un cri peee-oo.

## Habitat et répartition

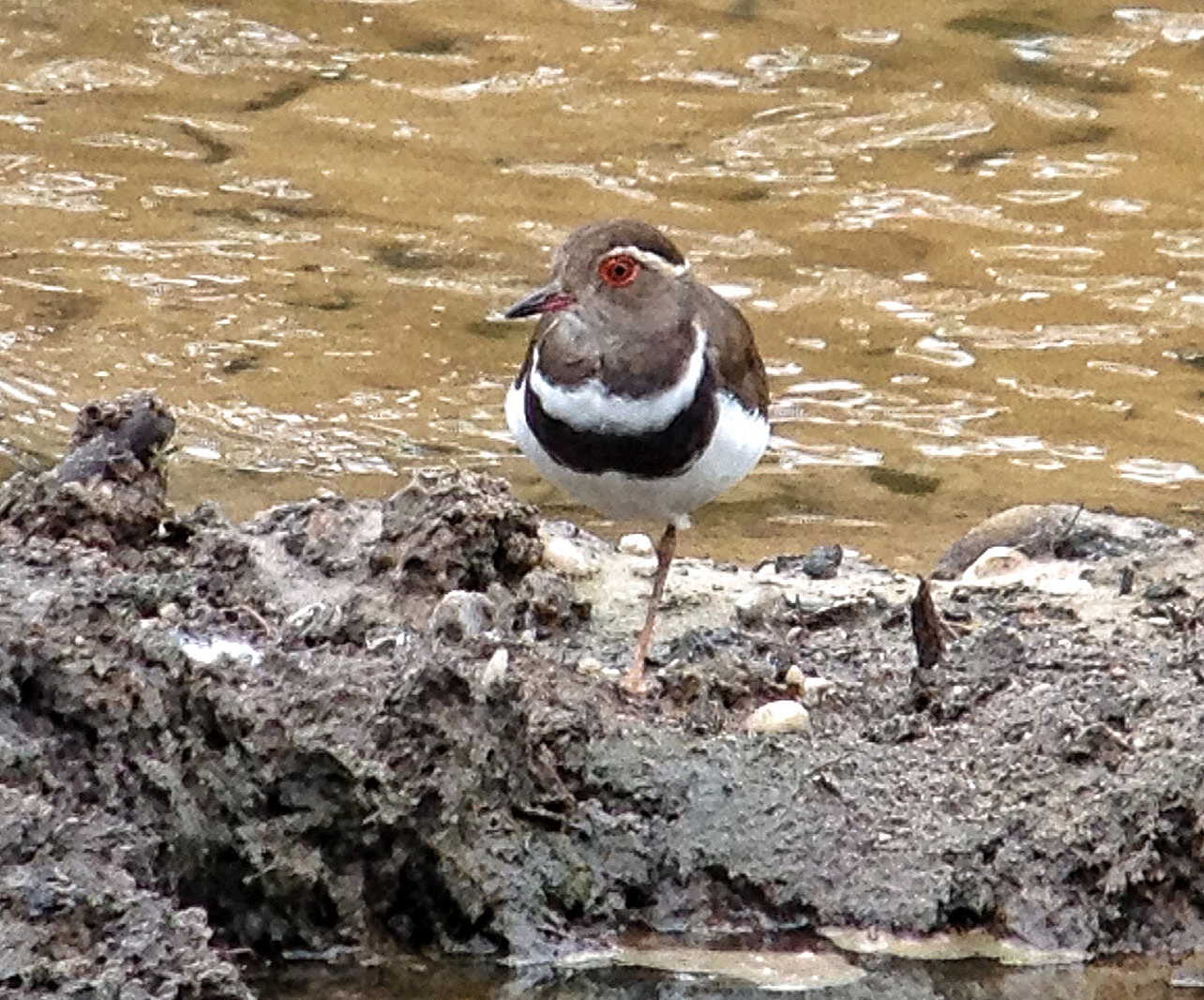
Charadrius forbesi, à Dzanga Bai, en République centrafricaine.

Il vit en Afrique équatoriale, principalement au bord des rivières, mares et lacs. Son nid est un trou creusé dans le sol bordé de petits cailloux dans les hautes terres rocheuses. En dehors de la période de reproduction pendant la saison humide, cet oiseau se déplace jusque dans les prairies, y compris les aérodromes et les terrains de golf, à la saison sèche. On le voit parfois au bord des piscines ou des points d'eau.